# Sincitina-1
Sincitina-1, também conhecida como enverina, é uma proteína encontrada em humanos e outros primatas que é codificada pelo gene ERVW-1. Sincitina-1 é uma proteína de fusão célula-célula cuja função é melhor caracterizada no desenvolvimento placentário.
O gene que codifica essa proteína é um elemento retroviral endógeno remanescente de uma antiga infecção retroviral integrada à linhagem germinativa dos primatas. No caso da sincitina-1 (encontrada em humanos e macacos do Velho Mundo, mas não em macacos do Novo Mundo), essa integração provavelmente ocorreu há mais de 25 milhões de anos. Sincitina-1 é uma das duas proteínas sincitinas conhecidas expressas em primatas catarrinos (a outro é sincitina-2) e um dos muitos genomas virais incorporados em múltiplas ocasiões temporalmente evolutivas em diversas espécies de mamíferos.
ERVW-1 está localizado em ERVWE1, um provírus de comprimento total no cromossomo 7 no locus 7q21.2 flanqueado por repetições terminais longas (LTRs) e é precedido por gag ERVW1 (Grupo AntiGen) e pol (POLimerase) dentro o provírus, que contém mutações sem sentido, tornando-os não codificantes.